# Euderces cleriformis
Euderces cleriformis là một loài bọ cánh cứng trong họ Cerambycidae.